# Arktikfront

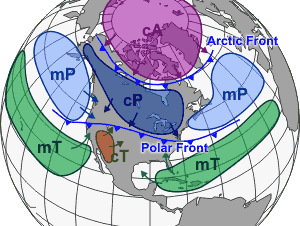
Ungefährer Verlauf der Arktikfront zwischen Arktik- (A) und Polarluft (P)

Die Arktikfront (griech. arktikos = nördlich) bezeichnet in der Meteorologie eine schmale Übergangszone (Luftmassengrenze) zwischen der Arktik- und Polarluft auf der Nordhalbkugel der Erde. Eine solche Front tritt gehäuft in den Sommermonaten von etwa 65 bis 75 °nördlicher Breite auf und erstreckt sich dabei über Alaska, Kanada, Island, Lappland und Sibirien. Ursache für die Entstehung ist ein starker Temperaturgegensatz zwischen dem eisfreien Landgebieten (10–20 °C) und dem Arktischen Ozean, der größtenteils vereist ist (Temperaturen um den Gefrierpunkt). Infolgedessen kommt es zu einer verstärkten Aktivität von Tiefdruckgebieten, insbesondere auf der Leeseite der Mackenzie Mountains, den Rocky Mountains und dem Werchojansker Gebirge, was wiederum zu verstärkten Regenfällen führt. Insgesamt machen diese 50–60 % des sommerlichen Niederschlags aus.
In den Wintermonaten ist die Arktikfront, aufgrund weit nach Süden vordringender arktischer Luftmassen, meistens nicht von der Polarfront zu unterscheiden. Eine Ausnahme stellt nur Alaska dar. Hier kommt es an der Südküste, unter umgekehrten Verhältnissen (schneebedeckte Landflächen und eisfreies Meer), zu ähnlichen Vorgängen.